# Acanthogonatus campanae
Acanthogonatus campanae là một loài nhện trong họ Nemesiidae.
Acanthogonatus campanae được miêu tả năm 1984 bởi Legendre & Calderón.